# Peng Zu
 (janvier 2021).
La mise en forme du texte ne suit pas les recommandations de Wikipédia : il faut le « wikifier ».
Les points d'amélioration suivants sont les cas les plus fréquents :
- Les titres sont pré-formatés par le logiciel. Ils ne sont ni en capitales, ni en gras.
- Le texte ne doit pas être écrit en capitales (les noms de famille non plus), ni en gras, ni en italique, ni en « petit »…
- Le gras n'est utilisé que pour surligner le titre de l'article dans l'introduction, une seule fois.
- L'italique est rarement utilisé : mots en langue étrangère, titres d'œuvres, noms de bateaux, etc.
- Les citations ne sont pas en italique mais en corps de texte normal. Elles sont entourées par des guillemets français : « et ».
- Les listes à puces sont à éviter, des paragraphes rédigés étant largement préférés. Les tableaux sont à réserver à la présentation de données structurées (résultats, etc.).
- Les appels de note de bas de page (petits chiffres en exposant, introduits par l'outil «  Source ») sont à placer entre la fin de phrase et le point final[comme ça].
- Les liens internes (vers d'autres articles de Wikipédia) sont à choisir avec parcimonie. Créez des liens vers des articles approfondissant le sujet. Les termes génériques sans rapport avec le sujet sont à éviter, ainsi que les répétitions de liens vers un même terme.
- Les liens externes sont à placer uniquement dans une section « Liens externes », à la fin de l'article. Ces liens sont à choisir avec parcimonie suivant les règles définies. Si un lien sert de source à l'article, son insertion dans le texte est à faire par les notes de bas de page.
- La présentation des références doit suivre les conventions bibliographiques. Il est recommandé d'utiliser les modèles {{Ouvrage}}, {{Chapitre}}, {{Article}}, {{Lien web}} et/ou {{Bibliographie}}. Le mode d'édition visuel peut mettre en forme automatiquement les références.
- Insérer une infobox (cadre d'informations à droite) n'est pas obligatoire pour parachever la mise en page.

Pour une aide détaillée, merci de consulter Aide:Wikification.
Si vous pensez que ces points ont été résolus, vous pouvez retirer ce bandeau et améliorer la mise en forme d'un autre article.
 (janvier 2021).
Peng Zu (彭祖, « Ancêtre Peng »)(篯铿) est une figure légendaire de longévité en Chine. Il a supposément vécu plus de 834 ans lors de la dynastie Shang. Quelques légendes racontent qu'un an durait 60 jours en Chine ancienne, ce qui lui ferait plus de 130 ans. Certains disent qu'il aurait vécu 200 ou 400 ans. D'autres affirment qu'il aurait été effacé de la liste des morts au Paradis, événement qui se retrouve souvent dans le folklore et la mythologie chinoise antique.
Peng Zu est considéré comme un saint du taoïsme. La chasse à l'élixir de vie par les pratiquants du Taoïsme a été grandement influencée par Peng Zu. Il est connu en Chine comme un symbole de longévité assurée par des pratiques alimentaires et sexuelles[style à revoir]. La légende raconte qu'il épousa plus de 100 femmes et fut le père de centaines d'enfants.
Selon le Guoyu (Discours des États) de la période des Printemps et Automnes, le Shiben (Généalogie) de la Dynastie Han et le Kuodi Zhi (Enregistrement de géographie) de la Dynastie Tang, Peng Zu est le fondateur de Dapeng et est nommé marquis par le roi de la dynastie Shang.

## Description
L'une de ses techniques de prolongement de la vie tenait à la sexualité, par laquelle il prétendait extraire l'énergie féminine pour la recueillir dans le corps masculin (récolte du Yin pour compléter le Yang). On dit qu'il a également mangé du « yen » (thé ? Opium ?) quotidiennement.
Il utilisait des herbes pour enrichir sa nutrition. Il était connu pour cuisiner d'excellentes soupes. Les Chinois croient que sa longue vie, sa santé et son énergie sexuelle était liées à la nourriture qu'il mangeait. Son style de vie mettait en avant la méditation. Il est considéré comme l'un des pionniers du Qi gong.
L'endroit où il vécut et mourut s'appelait Peng Shan (彭山, « Montagne Peng »), de là le comté fut nommé (Province de Sichuan, Chine)[style à revoir][pas clair]. Son temple, sa tombe et sa statue sont préservés dans le comté de Peng Shan.
Il y a un festival de Peng Zu chaque année pour que les gens adressent leurs respects à son héritage, prient pour des vies plus saines, plus heureuses et plus longues. Son portrait est accroché partout dans les maisons chinoises les plus anciennes et est un cadeau populaire pour les personnes âgées.